# I Give My Heart
I Give My Heart è un film del 1936 diretto da Marcel Varnel.

## Trama
Jeanne è una ragazza del popolo attratta dall'aristocrazia. Diventa dapprima l'amica di un giovane scrivano, René, che lavora per il conte du Barry. Il conte sposa la ragazza e questa, poco dopo, diventa l'amante ufficiale del re di Francia.

## Produzione
Il film fu prodotto dalla British International Pictures (BIP)

## Distribuzione
Distribuito dalla Wardour Films, il film uscì in prima a Londra il 25 ottobre 1935. Negli USA uscì con il titolo The Loves of Madame Dubarry in prima a New York il 1º aprile 1938, distribuito dalla J.H. Hoffberg Company.